# Premiile muzicale Radio România 2016
A paisprezecea gală a premiilor muzicale Radio România a fost ținută pe 20 martie 2016 în Sala Radio din București, având ca scop recunoașterea celor mai populari artiști români din anul 2015. A fost transmisă în direct pe stațiile Radio România Actualități și Radio România Internațional, difuzată pe posturile TVR 1, TVR HD și TVR Internațional și prezentată de Daniela Mihai Soare și Eugen Rusu. Premiul Artistul anului i-a revenit cântăreței Delia. Aceasta a fost la egalitate cu cel mai nominalizat artist al ceremoniei, Andra, fiecare câștigând câte trei trofee.

## Spectacole
| Artiști                                    | Melodii                                   |
| ------------------------------------------ | ----------------------------------------- |
| Andra                                      | „Iubirea schimbă tot” „Avioane de hârtie” |
| Mihail                                     | „Noi ne privim” „Mă ucide ea”             |
| Zoia Alecu                                 | „Să ierți”                                |
| Gabriel Cotabiță                           | „Noapte albastră”                         |
| Delia                                      | „Inimi desenate” „Gura ta”                |
| Angela Similea Corina Chiriac Marius Țeicu | „A opta minune”                           |
| Direcția 5 Alinka                          | „Te iubesc” „Inima mea topită de-a ta”    |
| Proconsul                                  | „Aici cu mine” „Un om mai bun”            |
| Nicoleta Nucă                              | „Nu sunt”                                 |
| Andra Cabron                               | „Niciodată să nu spui niciodată”          |
| Holograf                                   | „De câte ori să te iubesc”                |

## Prezentatori
- Cornel Ilie - a prezentat premiul pentru Cel mai bun debut.
- Mihai Pocorschi - a prezentat premiul pentru Cea mai bună piesă pop-rock.
- Flavia Voinea - a prezentat premiul pentru Cea mai bună piesă pop-dance, revendicat de Cătălin Muraru în numele Innei.
- Daniela Mihai - a prezentat premiul pentru Cea mai bună piesă pop.
- Paula Seling - a prezentat premiul pentru Cel mai bun album.
- Nicoleta Nucă - a prezentat premiul pentru Cel mai bun duo/grup.
- Andreea Andrei și Ionel Tudor - i-au înmânat Premiul de excelență Radio România solistului Gabriel Cotabiță.
- Andreea Andrei - a prezentat premiul pentru Cel mai bun mesaj.
- Roxana Andrei - a prezentat premiul Big Like - Facebook. Pentru prima dată în istoria premiilor, un spectator a fost ales să anunțe un trofeu.[4]
- Mihai Cosmin Popescu și Ducu Bertzi - au prezentat premiul Omul cu chitara.
- Angela Similea și Corina Chiriac - i-au înmânat Premiul pentru întreaga carieră compozitorului Marius Țeicu.
- Dan Popi - a prezentat premiul Cel mai bun video - YouTube.
- Gabriela Scraba - a prezentat premiul pentru Cel mai bun compozitor.
- Nicolae Caragia - a prezentat premiul pentru Cea mai bună voce feminină.
- Daniel Sîrbu - a prezentat premiul pentru Cea mai bună voce masculină.
- Bogdan Pavlică - a prezentat premiul Piesa anului.
- Ovidiu Miculescu - a anunțat premiul Artistul anului prin intermediul unui videoclip, trofeul fiind înmânat fizic de gazda Eugen Rusu.

## Câștigători și nominalizați
| Artistul anului | Cel mai bun debut                                                                                           |
| --- | --- |
| - Delia - Andra - Smiley | - Nicoleta Nucă - Mircea Eremia - Mihail                                                                    |
| Cel mai bun interpret | Cea mai bună interpretă                                                                                     |
| - Mihail - Dan Bittman - Bodo                                                                                               | - Andra - Delia - Nicoleta Nucă                                                                             |
| Piesa anului | Albumul anului                                                                                              |
| - „Inimi desenate” - Delia - „Niciodată să nu spui niciodată” - Andra și Cabron - „Și îngerii au demonii lor” - Dan Bittman | - Te iubesc - Direcția 5 - Imaginarium - Loredana - Life Line - Holograf                                    |
| Cel mai bun cântec pop | Cel mai bun cântec pop-dance                                                                                |
| - „Niciodată să nu spui niciodată” - Andra și Cabron - „Mai stai” - 3 Sud Est și INNA - „Te iubesc” - Loredana și Nadir     | - „Bop, Bop” - INNA și Eric Turner - „Când vremea e rea” - Sore - „Falava” - Naguale și Andra               |
| Cel mai bun cântec pop-rock                                                                                                 | Cel mai bun duo/grup\|Cel mai bun duo/grup                                                                  |
| - „De câte ori să te iubesc” - Holograf - „O rază de soare” - Blackstar - „Și îngerii au demonii lor” - Dan Bittman         | - „Te iubesc” – Direcția 5 și Alinka - „În oglindă” - Amna și Robert Toma - „Te iubesc” - Loredana și Nadir |
| Omul cu chitara | Cel mai bun compozitor                                                                                      |
| - Zoia Alecu - Adrian Berinde - Cosmin Văman, Alexandra Andrei și trupa Spam                                                | - Kazibo - Smiley - Marius Moga                                                                             |
| Cel mai bun video | Big Like |
| - „Avioane de hârtie” - SHIFT și Andra - „A fost o nebunie” - Alina Eremia - „Diggy Down” - INNA, Yandel și Marian Hill     | - „Inimi desenate” - Delia - „Până vara viitoare” - JO și Randi - „Mă ucide ea” - Mihail                    |
| Cel mai bun mesaj | |
| - „Un om mai bun” - Proconsul - „Din toată inima” - Voltaj - „Un nou univers” - VUNK                                        | |

## Premii speciale
Ediția din 2016 a premiilor a inclus două categorii speciale, care să nu aibă parte de nominalizări anterioare. Solistul Gabriel Cotabiță a primit Premiul Special Radio România, iar Premiul pentru întreaga carieră i-a fost oferit compozitorului Marius Țeicu.